# Neutrális elem
A neutrális elem, semleges elem vagy egységelem a matematikában az algebrai struktúrák elméletének egyik alapvető fogalma. Pontatlanul fogalmazva, egy kétváltozós műveletre nézve a művelet alaphalmazának valamely elemét akkor nevezzük neutrálisnak, ha bármelyik másik elemen ezzel a kitüntetett elemmel végezve a műveletet, „semmi nem történik”, vagyis a neutrális elem helybenhagyja az összes többi elemet.
- Egy lehetséges pontos definíció a következő: adott egy U halmaz és egy {\displaystyle *\colon U\times U\to U} kétváltozós (bináris) művelet. Ekkor az {\displaystyle n\in U} elem neutrális elem a {\displaystyle *} bináris műveletre nézve, ha tetszőleges {\displaystyle x\in U} elemre érvényes: {\displaystyle x*n=n*x=x}.
- Egy másik definíció a grupoid-transzláció fogalmára alapoz: eszerint az {\displaystyle n\in U} elem akkor neutrális eleme az {\displaystyle (U,*)} grupoidnak, ha az n elemhez tartozó {\displaystyle Tj_{n}} és {\displaystyle Tb_{n}} jobb oldali és bal oldali transzlációk egyaránt az {\displaystyle U} feletti identikus leképezéssel (helybenhagyással) egyenlőek, azaz ha tetszőleges {\displaystyle x\in U} elemre a {\displaystyle Tj_{n}(x)=x} és {\displaystyle Tb_{n}(x)=x}. Minthogy definíció szerint {\displaystyle Tj_{n}(x)=x*n} és {\displaystyle Tb_{n}(x)=n*x}, ez tényleg az előző definícióval ekvivalens.
- Elnevezések és írásmódok:
  - Ha a {\displaystyle *} műveletet összeadásnak nevezzük és +-nak írjuk (ezt gyakorta, bár nem kizárólag akkor tesszük, ha kommutatív); akkor a neutrális elemet szokás nullelemnek nevezni és 0-val jelölni.
  - Ha a {\displaystyle *} műveletet szorzásnak nevezzük és ×-nak írjuk (ezt gyakorta akkor tesszük, ha asszociatív), akkor a neutrális elemet szokás egységelemnek nevezni és 1-gyel vagy e-vel jelölni.

## Egyértelműség
A neutrális elem egyértelmű (legfeljebb egy van belőle az alaphalmazban). Ugyanis ha {\displaystyle n,m\in U}neutrális elemek, akkor{\displaystyle \mathbf {n} *m=m*\mathbf {n} =m}, mivel {\displaystyle n} neutrális; és {\displaystyle n*\mathbf {m} =\mathbf {m} *n=n}, mivel {\displaystyle m} is neutrális, így {\displaystyle m=n\ (\!=n*m)}.

## Féloldali neutrális elemek
Ha csak {\displaystyle x*n=x} teljesül, de {\displaystyle n*x=x} nem feltétlenül, akkor {\displaystyle n} neve jobbról neutrális elem vagy jobbegységelem, ha pedig csak {\displaystyle n*x=x} (de {\displaystyle x*n} esetleg nem), akkor a neve balról neutrális elem vagy balegységelem. Persze {\displaystyle n} akkor és csak akkor neutrális elem, ha balról és jobbról is neutrális. Additív ill. multiplikatív írásmód esetén féloldali (bal-/jobb-) nullelemről ill. egységelemről beszélünk.
Míg a (kétoldali) neutrális elem egyértelmű, a féloldali neutrális elemek többen is lehetnek. Sőt létezik olyan művelet, mely végtelen alaphalmazának minden eleme féloldali neutrális (ld. 10. példa).
Ha egy elem balneutrális, de nem neutrális, akkor valódi balneutrálisnak nevezzük, hasonlóan ha jobbneutrális, de nem neutrális, akkor valódi jobbneutrálisnak.
Megjegyezzük, hogy ha egy műveletre nézve van jobb oldali {\displaystyle j} és van bal oldali {\displaystyle b} neutrális elem, akkor ezek szükségképp egyenlőek, és így van neutrális elem, hiszen {\displaystyle x*j=x} miatt {\displaystyle b*j=b}, ugyanakkor {\displaystyle b*x=x} miatt {\displaystyle b*j=j}. Azaz {\displaystyle b*j=b=j}.
Ebből következően
- egy műveletre nézve akkor és csak akkor létezik neutrális elem, ha létezik egy bal oldali és egy jobb oldali neutrális elem.
- Bármely műveletre bármely {\displaystyle x\in U} esetén a következő lehetőségek közül egy és csak egy teljesül:
  - {\displaystyle x} valódi balneutrális elem (s ekkor nincs jobbneutrális elem. tehát neutrális sincs);
  - {\displaystyle x} valódi jobbneutrális elem (s ekkor nincs balneutrális elem, tehát neutrális sincs);
  - {\displaystyle x} (kétoldali) neutrális elem (s ekkor nincs valódi neutrális elem).

## Példák
1. Az egész számok körében értelmezett legnagyobb közös osztó műveletének neutrális eleme a 0.
2. Az egész számok körében értelmezett legkisebb közös többszörös műveletének neutrális eleme az 1.
3. egy U halmaz hatványhalmaza felett értelmezett unió műveletének a neutrális eleme az ∅ üres halmaz;
4. egy U halmaz hatványhalmaza felett értelmezett metszet műveletének a neutrális eleme maga az U;
5. Egy U halmaz hatványhalmaza felett értelmezett szimmetrikus differencia műveletének neutrális elem az ∅ üres halmaz;
6. a valós számok halmaza felett értelmezett összeadás műveletének neutrális eleme – nulleleme – a nulla;
7. a valós számok halmaza felett értelmezett szorzás műveletének neutrális eleme – egységeleme – az 1;
8. Adott egy A halmazt önmagára képező függvények halmaza (mind az értelmezési tartomány, mind az értékkészlet része A-nak). E függvények összetétele – egymás utáni végrehajtása, kompozíciója – olyan művelet, melyre nézve az A halmazon értelmezett identikus leképezés (identitás vagy helybenhagyás) neutrális elem.
9. Adott test feletti n×n-es mátrixok felett értelmezhető a szorzás művelete, erre nézve az egységmátrix kétoldali egységelem.
10. Olyan műveleteket sem nehéz elképzelni, melyek alaphalmazának minden eleme féloldali – vagy mind jobb-, vagy mind bal- – neutrális. Legyen {\displaystyle U=\{a_{1},a_{2},a_{3}\}}  (az egyszerűség kedvéért 3 elemből áll, de hasonlóan megvalósítható akár végtelen sok elemmel is). A következő művelettáblával definiált két {\displaystyle *_{b}} és {\displaystyle *_{j}} művelet abszolúte jól definiált művelet (magyarázat a táblázatokhoz: az {\displaystyle x} elemmel jelölt sor és az {\displaystyle y} elemmel jelölt oszlop kereszteződésében álló cellába írtuk az {\displaystyle x*y} elemet):

| {\displaystyle *_{b}}!! a1!! a2!! a3 |    |    |    |
| a1                                   | a1 | a2 | a3 |
| a2                                   | a1 | a2 | a3 |
| a3                                   | a1 | a2 | a3 |

| {\displaystyle *_{j}}!! a1!! a2!! a3 |    |    |    |
| a1                                   | a1 | a1 | a1 |
| a2                                   | a2 | a2 | a2 |
| a3                                   | a3 | a3 | a3 |

Tehát az történik, hogy ha például b balneutrális, akkor a {\displaystyle f(x)=b*x=x} függvény (ezt egyébként az {\displaystyle (U,*)} grupoid b elem szerinti bal oldali transzlációjának szokás nevezni) az identikus leképezés az alaphalmazon. Ez az észrevétel lehet(ne) az alapja a neutrális elem több mint kétváltozós műveletekre való általánosításának.

## Egységelemes algebrai struktúrák
Az asszociatív egységelemes grupoidokat, azaz az egységelemes félcsoportokat monoidoknak, míg az invertálható művelettel ellátott egységelemes grupoidokat, azaz az egységelemes kvázicsoportokat hurkoknak nevezzük.